# Panzerfaust

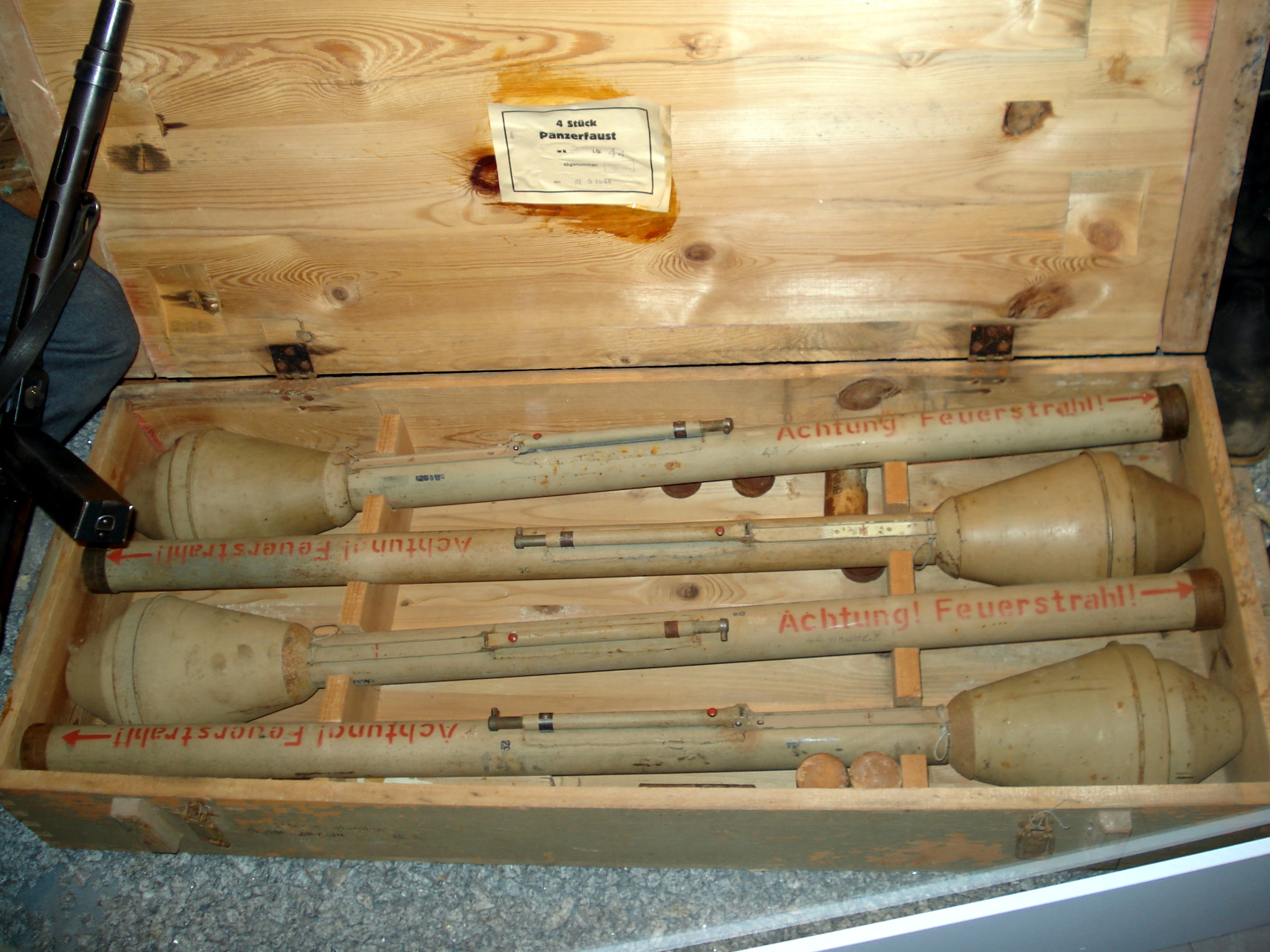
Pancéřové pěsti v přepravní bedně

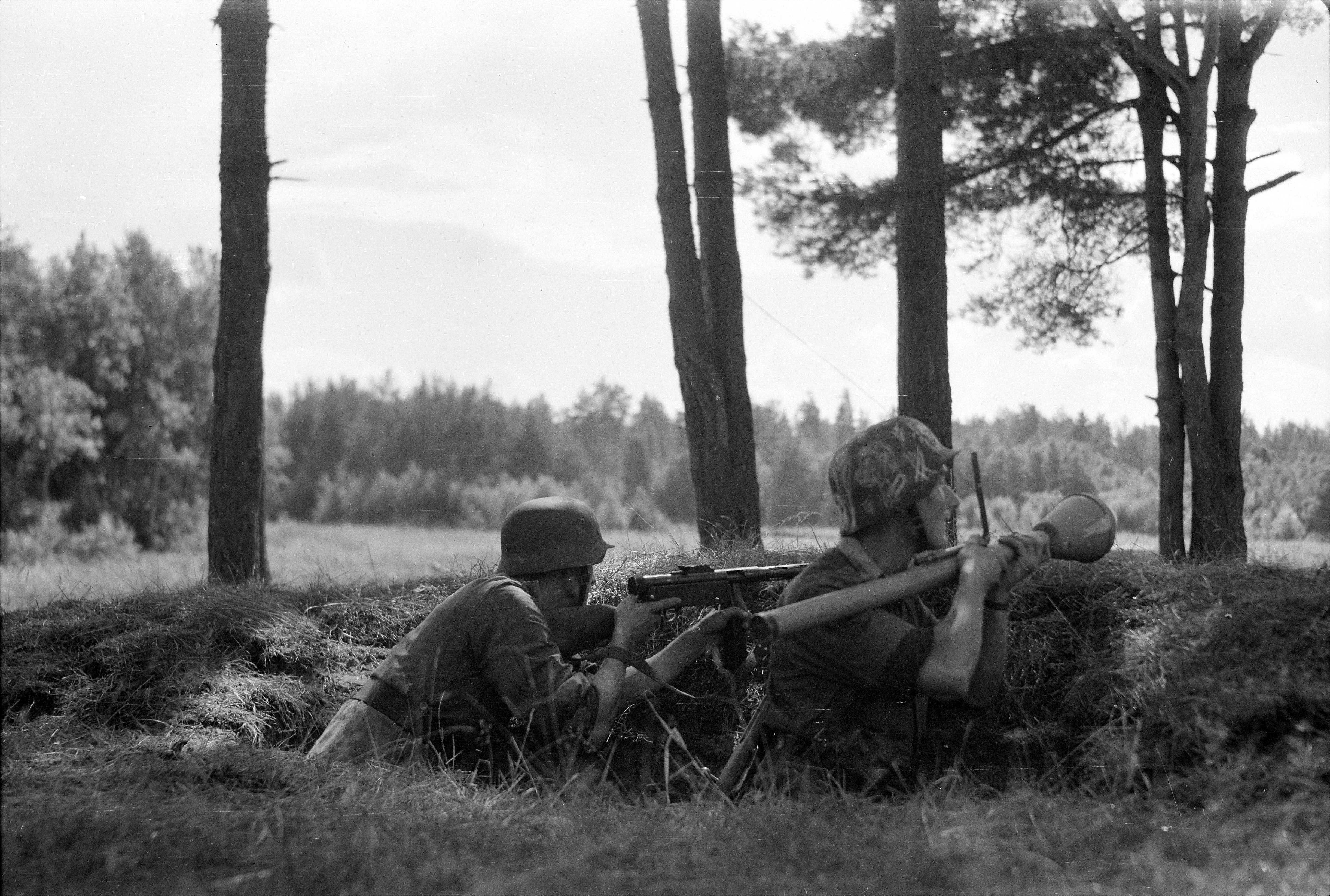
Finští vojáci s pancéřovou pěstí v boji

Panzerfaust (česky „Pancéřová pěst“, slangově pancrfaust), je řada německých ručních protitankových zbraní z období 2. světové války. Varianta Panzerfaust 150 se později stala základem pro sovětské RPG-2 a RPG-7.

## Účinnost
Panzerfaust funguje na principu kumulativní střely, která propálí do pancíře tanku malou dírku do které vychrlí horké páry a kousky kovu. Na stejném principu pracují i modernější protitankové zbraně jako například známé RPG-7.

## Historie

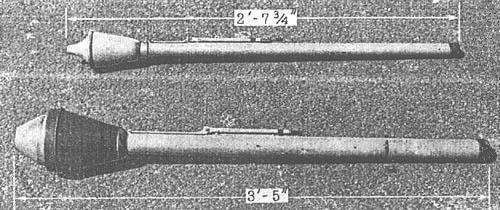
Faustpatrone 30 (nahoře) a Panzerfaust 60

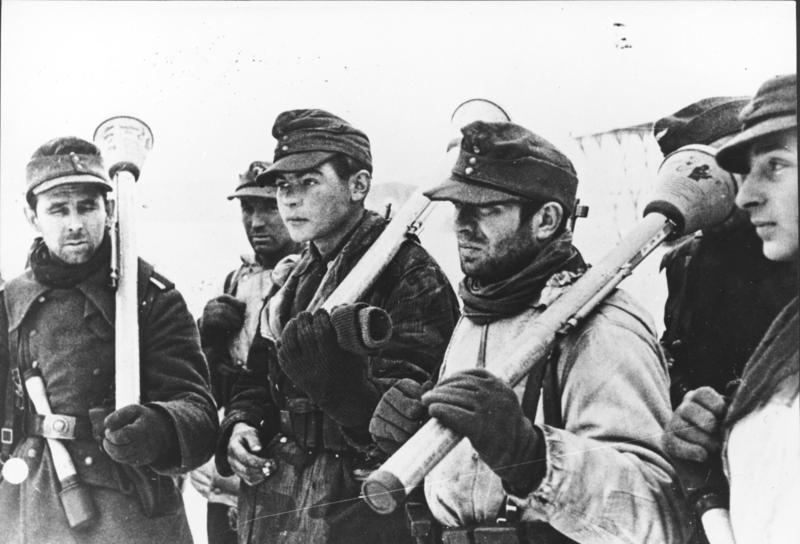
Němečtí vojáci na východní frontě

Zvyšující se pancéřování u tanků bojujících v druhé světové válce a nemožnost jejich likvidace klasickými protitankovými puškami vyvolalo úvahy o zkonstruování prostředku, který by dokázal nové stroje protivníků ničit. V Německu byl v roce 1942 vyvinut po předchozích pokusech prostředek zvaný Panzerfaust, neboli pancéřová pěst.
Tato zbraň sestávala z výmetné roury, obsahující nálož černého střelného prachu, na jejímž konci se nacházela hlavice s kumulativní náloží. Střelec zasunul rouru do podpaždí nebo si ji přitiskl na rameno, takže proud žhavých plynů byl usměrněn neškodně za něj, pomocí jednoduchých mířidel zamířil a s vysokou pravděpodobností zásahu vystřelil hlavici. Když granát opustil rouru, sada tenkých ocelových křidélek kolem ocasního trnu se rozvinula a let hlavice stabilizovala. Trubka byla zhotovena pouze na jedno použití, po výstřelu ji střelec zahodil.
U prvních typů Panzerfaust byl dostřel pouhých 30 metrů, což bylo pro bojové použití málo. Od roku 1944 byl dodáván Panzerfaust 60, který měl dostřel 60 metrů a lepší účinnost. Do prosince bylo vyrobeno 1,3 miliónu kusů. Další typ s prodlouženým dostřelem 100 metrů se vyráběl od podzimu 1944, od března 1945 byl dodáván typ s dostřelem 150 metrů. Poslední typ Panzerfaustu byl konstruován s dostřelem 250 metrů a s vícenásobně použitelnou nabíjecí trubkou. Jeho vývoj byl v důsledku skončení 2. světové války přerušen. Dalšími nerealizovanými variantami byl třeba Gasfaust se slzným plynem či Brandfaust který po dopadu měl rozmetat do okolí jakýsi napalm.

## Varianty

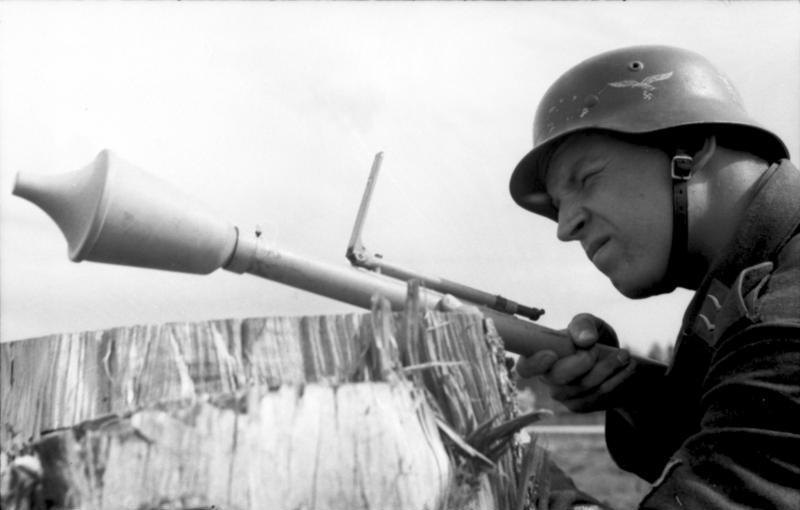
Voják s variantou Faustpatrone se dívá skrz hledí

| Označení        | Hmotnost   | Hmotnost pohonné hmoty | Bojová hlavice Ø | Rychlost projektilu Vmax | Efektivní dostřel | Průraznost |
| --------------- | ---------- | ---------------------- | ---------------- | ------------------------ | ----------------- | ---------- |
| Faustpatrone 30 | 2,7–3,2 kg | 70 g                   | 100 mm           | 28 m/s                   | 30 m              | 140 mm     |
| Panzerfaust 30  | 6,9 kg     | 95–100 g               | 149 mm           | 30 m/s                   | 30 m              | 200 mm     |
| Panzerfaust 60  | 8,5 kg     | 120–134 g              | 149 mm           | 45 m/s                   | 60 m              | 200 mm     |
| Panzerfaust 100 | 9,4 kg     | 190–200 g              | 149 mm           | 60 m/s                   | 100 m             | 200 mm     |
| Panzerfaust 150 | 6,5 kg     | 190–200 g              | 106 mm           | 85 m/s                   | 150 m             | 280–320 mm |

## Odrazy v kultuře
Střelbu Panzerfaustu lze vidět, mimo jiné, například v českém filmu Němá barikáda režiséra Otakara Vávry z roku 1949, kdy po německém tanku vystřelil mladý barikádník Pepík Hošek (hrál jej zde Antonín Šůra). Dále se Panzerfaust objevil např. ve filmu Obecná škola, kde byl nalezen během školního výletu a poté odpálen Zdeňkem Svěrákem.